# 44è Festival de Cinema de Yokohama
El 44è Festival de Cinema de Yokohama es va celebrar el 5 de febrer de 2023 al Japó. És un esdeveniment cinematogràfic que te lloc des de l'any 1980 i que originalment estava organitzat per cinèfils aficionats i crítics de cinema.

## Premis
Els premis d'aquesta edició del festival han estat,
- Millor pel·lícula: - Love Is Light
- Millor director: Keiichi Kobayashi - Love Is Light
- Yoshimitsu Morita Memorial - Millor director nou: Chie Hayakawa - Plan 75
- Millor guió: Kōsuke Mukai - A Man
- Millor director de fotografia: Ryūto Kondō - A Man
- Millor actriu:
  - Chieko Baisho - Plan 75
  - Riho Yoshioka - Anime Supremacy! i Shimamori no Tō
- Millor Actor: Kōji Seto - Love Nonetheless
- Millor actriu secundària: Yuumi Kawai - A Man, Plan 75, Love Nonetheless, A Winter Rose i Just Remembering
- Millor actor secundari:
  - Hayato Isomura - The Fish Tale, Plan 75, Offbeat Cops i Prior Convictions
  - Tasuku Emoto - Anime Supremacy!, No Place to Go, i Riverside Mukolitta
- Millor nouvingut:
  - Nanase Nishino - Love Is Light
  - Fūju Kamio - Love Is Light
  - Yuna Taira - Love Is Light
  - Fumika Baba - Love Is Light
- Premi especial del jurat: l'equip i repartiment d'Anime Supremacy!

## Millors produccions de l'any
1. Love Is Light
2. A Man
3. Anime Supremacy!
4. Wheel of Fortune and Fantasy
5. The Fish Tale
6. Missing
7. Plan 75
8. The Lines That Define Me
9. Love Nonetheless
10. A Winter Rose

Finalista: No Place to Go.